# Saint-Marin au Concours Eurovision de la chanson 2024
Saint-Marin est l'un des trente-sept pays participants du Concours Eurovision de la chanson 2024, qui se déroule à Malmö en Suède. Le pays est représenté par le groupe espagnol Megara et sa chanson 11:11, sélectionnés via le télé-crochet Una voce per San Marino. Le pays échoue à se qualifier pour la finale et termine quatorzième de la deuxième demi-finale avec 16 points.

## Sélection
Le diffuseur saint-marinais San Marino RTV (SMRTV) annonce sa participation à l'Eurovision 2024 le 8 août 2023. Il annonce dans le même temps que comme pour les deux années précédentes, la chanson qui représenterait le pays à Malmö serait sélectionnée par le biais de l'émission Una voce per San Marino.

### Format
Una voce per San Marino 2024 comporte quatre demi-finales destinées aux ressortissants étrangers, une demi-finale dédiée aux artistes saint-marinais, un repêchage et une finale. Les demi-finales et la session de repêchage ont lieu les 15 et 16 février 2024 à la salle polyvalente Little Tony de Serravalle, et sont diffusées quotidiennement du 19 au 23 février 2024  et sont présentées par Ilenia De Sena et Camilla Spinelli,. Lors de chacune des quatre premières demi-finales, un artiste se qualifie directement pour la finale et quatre se qualifient pour le repêchage. Lors du repêchage, trois artistes se qualifient pour la finale. Enfin, lors de la demi-finale dédiée aux saint-marinais, un artiste se qualifie pour la finale.
En parallèle des demi-finales se tiennent The San Marino Sessions, une collaboration entre SMRTV et Casperaki, qui aboutit à la sélection d'un finaliste supplémentaire,.
La finale a lieu le 24 février 2024 au Teatro Nuovo de Dogana, également à Serravalle, et est présentée par Fabrizio Biggio et Melissa Greta Marchetto. Elle voit concourir les huit artistes qualifiés via les demi-finales ainsi que huit artistes établis et qualifiés d'office et l'artiste qualifié via The San Marino Sessions,. La finale voit donc 17 artistes concourir.
L'intégralité des résultats de la sélection est décidée grâce aux votes d'un jury.

### Participants
Les candidatures sont ouvertes par le diffuseur du 10 octobre 2023 au 14 janvier 2024,. Aucune restriction n'est imposée quant à la nationalité de l'artiste ou la langue de la chanson, il était seulement exigé que chaque participant ait seize ans révolus à la date du 1er mars 2024. À l'issue de cette période, ce sont plus de 700 candidatures en provenance de plus de 30 pays qui ont été reçues par SMRTV.
Quatre sessions d'auditions se déroulent pour sélectionner les demi-finalistes. Elles ont lieu du 10 au 12 novembre 2023, du 1er au 3 décembre 2023, du 12 au 14 janvier et du 18 au 20 janvier 2024. Au terme de ces auditions, 129 candidats, dont la liste est annoncée le 30 janvier 2024, sont sélectionnés pour les demi-finales. Le jury qui a sélectionné les demi-finalistes était composé des producteurs de musique Domenico "Mimmo" Paganelli, Domenico "Mimmo" Gallotti et Nabuk.

### Résultats

#### Demi-finales
Tous les artistes non-italiens des quatre premières demi-finales sont marqués d'un drapeau de leur pays devant leur nom.
- Qualifié pour la finale
- Qualifié pour le repêchage
- Absent

| Résultats de la 1re demi-finale − 19 février 2024 | Résultats de la 1re demi-finale − 19 février 2024 | Résultats de la 1re demi-finale − 19 février 2024 |
| Ordre                                             | Artiste                                           | Chanson                                           |
| ------------------------------------------------- | ------------------------------------------------- | ------------------------------------------------- |
| 1                                                 | Alabaster                                         | Antartide                                         |
| 2                                                 | Aleph                                             | Amami                                             |
| 3                                                 | Alessandro Bruni                                  | Un secondo eterno                                 |
| 4                                                 | Alis Ray                                          | Flow of Love                                      |
| 5                                                 | Allegra                                           | Re Mida                                           |
| 6                                                 | Amanda                                            | Dejavu                                            |
| 7                                                 | Cabiria                                           | Fable                                             |
| 8                                                 | Dafne                                             | Dentro la mia testa                               |
| 9                                                 | Daudia                                            | With You                                          |
| 10                                                | Ela                                               | Parthenope                                        |
| 11                                                | Elena                                             | Macchina in corsa                                 |
| 12                                                | Frammenti                                         | Weekend                                           |
| 13                                                | Giada Fazi                                        | Us                                                |
| 14                                                | Héctor Mira                                       | Siente                                            |
| 15                                                | Ilenia Suffredini                                 | Adrenalina                                        |
| 16                                                | Isoladellerose                                    | Se andrò all'inferno tu verrai con me             |
| 17                                                | Isotta                                            | Coming Out                                        |
| 18                                                | Itama                                             | Chorizo                                           |
| 19                                                | Julia                                             | Viola sotto zero                                  |
| 20                                                | Kija                                              | Disco Love                                        |
| 21                                                | Loco BoomBox                                      | In forma                                          |
| 22                                                | Lord Spark                                        | Close to You                                      |
| 23                                                | Mace                                              | Vivimi                                            |
| 24                                                | Masala et Foresta                                 | Paranoia                                          |
| 25                                                | Miki Spire                                        | Fulmine                                           |
| 26                                                | RanMa                                             | ''Window                                          |
| 27                                                | Sciaco                                            | KO                                                |
| 28                                                | Simon Evans                                       | Anywhere to Go                                    |
| 29                                                | Tommaso Sangiorgi                                 | Il canto delle paure                              |
| 30                                                | Venn Smyth                                        | Jumper                                            |
| 31                                                | Zaira                                             | Sacchetto di plastica                             |

| Résultats de la 2e demi-finale − 20 février 2024 | Résultats de la 2e demi-finale − 20 février 2024 | Résultats de la 2e demi-finale − 20 février 2024 |
| Ordre                                            | Artiste                                          | Chanson                                          |
| ------------------------------------------------ | ------------------------------------------------ | ------------------------------------------------ |
| 1                                                | AaLE                                             | All Black                                        |
| 2                                                | Alessio De Cicco                                 | Fragile                                          |
| 3                                                | Alessio's Mind                                   | We're Burning                                    |
| 4                                                | Anthony                                          | State of Mind (S.O.M)                            |
| 5                                                | Babols                                           | Balla balla                                      |
| 6                                                | Basti                                            | Rhythm in the Rain                               |
| 7                                                | Booom!                                           | Dance like This                                  |
| 8                                                | Camellini                                        | Patchwork                                        |
| 9                                                | Dan e i suoi Fratelli                            | Il Mottarello                                    |
| 10                                               | Deschema                                         | Demoni                                           |
| 11                                               | Dia                                              | The Greatest Love                                |
| 12                                               | Edoardo Brogi                                    | Magari subito                                    |
| 13                                               | Falling Giant                                    | Show of the False                                |
| 14                                               | Feel                                             | How Could I Know                                 |
| 15                                               | Francesco Balasso                                | Eiffel                                           |
| 16                                               | Guglielmo                                        | Sesso e lacrime                                  |
| 17                                               | Haru                                             | Kalimba                                          |
| 18                                               | Jucaso                                           | Hey Ciao!                                        |
| 19                                               | La Bebae                                         | Scanner                                          |
| 20                                               | Lanona                                           | Se questa notte                                  |
| 21                                               | Lasties                                          | Romantic Killer                                  |
| 22                                               | Manuel Meroni                                    | Il respiro delle rondini                         |
| 23                                               | Megara                                           | 11:11                                            |
| 24                                               | Nemo                                             | Chimera                                          |
| 25                                               | Senzavolto                                       | Ancora è notte                                   |
| 26                                               | Sika & Lurose                                    | Veneno                                           |
| 27                                               | Sofia Villa                                      | Just a Page                                      |
| 28                                               | Tomash                                           | Not Alone                                        |
| 29                                               | Valerio Sgargi                                   | Polvere                                          |
| 30                                               | Will on Earth                                    | Deep Inside the Heart of Men                     |
| —                                                | Acousticouple                                    | —                                                |

| Résultats de la 3e demi-finale − 21 février 2024 | Résultats de la 3e demi-finale − 21 février 2024 | Résultats de la 3e demi-finale − 21 février 2024 |
| Ordre                                            | Artiste                                          | Chanson                                          |
| ------------------------------------------------ | ------------------------------------------------ | ------------------------------------------------ |
| 1                                                | Xada                                             | Shell                                            |
| 2                                                | Alessandro Canino & Guya Canino                  | Liberi tutti quanti                              |
| 3                                                | Alunno                                           | Inevitabile                                      |
| 4                                                | Atwood                                           | Can't Stop Me                                    |
| 5                                                | Camilla Rinaldi                                  | Rara                                             |
| 6                                                | Camilla Ruffini                                  | Mi dicono                                        |
| 7                                                | Cinzia Paoletti                                  | Tallone d'Achille                                |
| 8                                                | Corde Libere                                     | Deserti in viaggio                               |
| 9                                                | Cristiano Cosa                                   | Crescere                                         |
| 10                                               | Daiana Lou                                       | Trauma                                           |
| 11                                               | Eki & Katy                                       | Oro e diamante                                   |
| 12                                               | Elina                                            | Ti amo                                           |
| 13                                               | Emil Lindholm                                    | Try My Luck                                      |
| 14                                               | Fijord                                           | Giulia                                           |
| 15                                               | Ilyth                                            | Love                                             |
| 16                                               | Karma                                            | Meglio di no                                     |
| 17                                               | Lorenzo Postiglione                              | Pochi eroi                                       |
| 18                                               | Malvax                                           | La Spezia                                        |
| 19                                               | Mark                                             | Return                                           |
| 20                                               | Mate                                             | Big Mama                                         |
| 21                                               | Mhora                                            | Le labbra in fumo                                |
| 22                                               | Michela Baselice                                 | Abbassa la cresta                                |
| 23                                               | Noor                                             | Canzone tragicomica                              |
| 24                                               | Operapop                                         | Like Angels                                      |
| 25                                               | Ros-Aria                                         | Blu notte                                        |
| 26                                               | The Atlantis                                     | Heart of the Abyss                               |
| 27                                               | The Miss                                         | L'enfer                                          |
| 28                                               | This Is Elle                                     | Gold                                             |
| 29                                               | XGiove                                           | Nostalgia                                        |
| —                                                | Daniel Marin                                     | —                                                |

| Résultats de la 4e demi-finale − 22 février 2024 | Résultats de la 4e demi-finale − 22 février 2024 | Résultats de la 4e demi-finale − 22 février 2024 |
| Ordre                                            | Artiste                                          | Chanson                                          |
| ------------------------------------------------ | ------------------------------------------------ | ------------------------------------------------ |
| 1                                                | Auroro Borealo et Martelli                       | Giù dal pero                                     |
| 2                                                | Bluesy                                           | Dune                                             |
| 3                                                | Brenda Novella                                   | Where I Belong                                   |
| 4                                                | Cainero                                          | Buio                                             |
| 5                                                | Casino Moon                                      | La chiave                                        |
| 6                                                | Dəva                                             | One Love                                         |
| 7                                                | Dez                                              | Freedom                                          |
| 8                                                | Diego Federico                                   | Drop It                                          |
| 9                                                | Effemme                                          | Half Full Glass                                  |
| 10                                               | Eklettika                                        | Occhi viola                                      |
| 11                                               | Elis                                             | A me                                             |
| 12                                               | Federubin                                        | Maddalena                                        |
| 13                                               | Flat Bit                                         | Una disco                                        |
| 14                                               | Gelida                                           | Occhi di ghiaccio                                |
| 15                                               | Junaisinsane                                     | Don't Care About                                 |
| 16                                               | Known Physics                                    | Call My Name                                     |
| 17                                               | Mad                                              | Terra rossa                                      |
| 18                                               | Mirjam                                           | Io amo                                           |
| 19                                               | Myky                                             | Coming Home                                      |
| 20                                               | Nadine Randle                                    | What's on Your Mind                              |
| 21                                               | Only Sara                                        | Drama Queen                                      |
| 22                                               | Prima                                            | Ferma                                            |
| 23                                               | Raffi                                            | E poi ti voglio                                  |
| 24                                               | Sandro Machado                                   | Mi sangas sen vi                                 |
| 25                                               | Spiros                                           | C'est ma guerre                                  |
| 26                                               | Thea                                             | Nordic Sages                                     |
| 27                                               | Veronica & Faber                                 | Strangers                                        |
| 28                                               | Vincent                                          | Lalla                                            |
| 29                                               | Vitania                                          | Lia                                              |
| 30                                               | Viva                                             | Sono come te                                     |

| Résultats de la demi-finale saint-marinaise − 23 février 2024 | Résultats de la demi-finale saint-marinaise − 23 février 2024 | Résultats de la demi-finale saint-marinaise − 23 février 2024 |
| Ordre                                                         | Artiste                                                       | Chanson                                                       |
| ------------------------------------------------------------- | ------------------------------------------------------------- | ------------------------------------------------------------- |
| 1                                                             | Alessia Felici                                                | Non conviene mai                                              |
| 2                                                             | Francesco Mariani                                             | Breathe                                                       |
| 3                                                             | Gynevra                                                       | Il mio nome                                                   |
| 4                                                             | HBH Band                                                      | I Can Be Real                                                 |
| 5                                                             | Kida                                                          | Invincibile                                                   |
| 6                                                             | Why Xes                                                       | Fatti a musica                                                |
| —                                                             | Giulia B.                                                     | —                                                             |

#### Repêchage
- Qualifié pour la finale

| Ordre | Artiste          | Chanson             |
| ----- | ---------------- | ------------------- |
| 1     | Basti            | Rhythm in the Rain  |
| 2     | Camellini        | Patchwork           |
| 3     | Cinzia Paoletti  | Tallone d'Achille   |
| 4     | Corde Libere     | Deserti in viaggio  |
| 5     | Dəva             | One Love            |
| 6     | Edoardo Brogi    | Magari subito       |
| 7     | Effemme          | Half Full Glass     |
| 8     | Itama            | Chorizo             |
| 9     | Mace             | Vivimi              |
| 10    | Masala & Foresta | Paranoia            |
| 11    | Megara           | 11:11               |
| 12    | Nadine Randle    | What's on Your Mind |
| 13    | Sandro Machado   | Mi sangas sen vi    |
| 14    | Simon Evans      | Anywhere to Go      |
| 15    | This Is Elle     | Gold                |
| 16    | XGiove           | Nostalgia           |

#### The San Marino Sessions
The San Marino Sessions sont une présélection expérimentale lancée par SMRTV en collaboration avec Casperaki pour sélectionner un des finalistes d'Una voce per San Marino 2024. Du 27 novembre 2023 au 15 janvier 2024, les artistes intéressés ont pu soumettre tous types de candidatures, allant des enregistrements courts à des compositions complètes. La plateforme dédiée a alors aidé à améliorer les compositions grâce à l'intelligence artificielle. Un comité sélectionne ensuite les dix meilleures propositions pour participer à un atelier d'écriture de chansons à Londres entre le 18 et le 21 janvier 2024, où quatre chansons complètes sont finalement composées. Un comité d'expert sélectionne ensuite la chanson qui participera à la finale d'Una voce per San Marino. Les commentaires YouTube des fans sont pris en considération lors des délibérations. Le finaliste sélectionné est annoncé le 19 février 2024 en même temps que les huit qualifiés d'office pour la finale.
- Qualifié pour la finale

| Artiste        | Chanson             |
| -------------- | ------------------- |
| Dana Gillespie | The Last Polar Bear |
| Marie Wegener  | Dare to Dream       |
| Meg Birch      | Neon Rain           |
| Nicole Silva   | Corazón de mariposa |

#### Finale
La finale a lieu le 24 février 2024. Les huit artistes qualifiés d'office ainsi que le qualifié de The San Marino Sessions sont annoncés lors d'une conférence de presse à Milan le 19 février 2024. Le jury est composé de Celso Valli (président), Anna Bianchi, Clarissa Martinelli, John Vignola et Steve Lyon.
- Vainqueur
- Deuxième
- Troisième
- Dernière place

| Détail des finalistes                          | Détail des finalistes | Détail des finalistes |
| Artiste                                        | Chanson               | Auteur(s) |
| Qualifiés d'office                             | Qualifiés d'office    | Qualifiés d'office |
| ---------------------------------------------- | --------------------- | --- |
| Aaron Sibley                                   | Human                 | - Aaron Sibley - Max Cinnamon |
| Aimie Atkinson                                 | A Dare for Love       | - Aimie Atkinson - Steve Anderson - Terry Ronald |
| Jalisse                                        | Il paradiso è qui     | - Alessandra Drusian - Fabio Ricci |
| La Rua                                         | Governo del cuore     | - Daniele Incicco - Dario Faini |
| Loredana Bertè                                 | Pazza                 | - Andrea Bonomo - Andrea Pugliese - Loredana Bertè - Luca Chiaravalli                                                                                               |
| Marcella Bella                                 | Chi siamo davvero     | - Alessandro Bavo - Giovanni Caccamo - Michele Bitossi |
| Pago                                           | Il protagonista       | - Carlo Palmas - Pacifico Settembre - Paolo Polifrone |
| Wlady, Corona et Ice MC feat. DJ Jad           | Questa volta          | - Alessio Lazzaroni - Antonio Colangelo - Giancarlo Buso - Ian Colin Campbell - Juan Guillermo Gallón - Olga Maria de Souza - Vito Luca Perrini - Wladimiro Perrini |
| Qualifiés via les demi-finales et le repêchage |                       | |
| Booom!                                         | Dance like This       | - Luka Cvetičanin - Matevž Derenda - Patrik Mrak |
| Daudia                                         | With You              | - Claudia Pasquariello - Davide Maiale |
| Dez                                            | Freedom               | - Francesco de la Caridad Ravo Hernández - Martin Valentin |
| Kida                                           | Invincibile           | - Denise Bertozzi - Piermatteo Carattoni |
| Masala & Foresta                               | Paranoia              | - Beatrice Di Salvio - Giuseppe Foresta - Miriam Masala |
| Mate                                           | Big Mama              | - Andrea Riso - Giuseppe Panza - Mariateresa Amato - Riccardo Brizi                                                                                                 |
| Megara                                         | 11:11                 | - Isra Dante Ramos Solomando - Roberto la Lueta Ruiz - Sara Jiménez Moral                                                                                           |
| XGiove                                         | Nostalgia             | - Andrea Massetti - Federico Piermartire - Giacomo Strappa - Ludovico Bartolozzi - Nicolò Buccioni - Valter Sacripanti                                              |
| Qualifiée The San Marino Sessions              |                       | |
| Dana Gillespie                                 | The Last Polar Bear   | - Dana Gillespie - Jack Trzcinski - Matthias Strasser - Stefan Moessle                                                                                              |

| Ordre | Artiste                              | Chanson             | Place |
| ----- | ------------------------------------ | ------------------- | ----- |
| 1     | Pago                                 | Il protagonista     | 17    |
| 2     | Daudia                               | With You            | 12    |
| 3     | XGiove                               | Nostalgia           | 8     |
| 4     | Aimie Atkinson                       | A Dare for Love     | 4     |
| 5     | Dez                                  | Freedom             | 16    |
| 6     | Marcella Bella                       | Chi siamo davvero   | 6     |
| 7     | Aaron Sibley                         | Human               | 13    |
| 8     | Wlady, Corona et Ice MC feat. DJ Jad | Questa volta        | 14    |
| 9     | Loredana Bertè                       | Pazza               | 2     |
| 10    | Kida                                 | Invincibile         | 15    |
| 11    | Booom!                               | Dance like This     | 5     |
| 12    | Jalisse                              | Il paradiso è qui   | 10    |
| 13    | Mate                                 | Big Mama            | 9     |
| 14    | Masala and Foresta                   | Paranoia            | 11    |
| 15    | La Rua                               | Governo del cuore   | 3     |
| 16    | Dana Gillespie                       | The Last Polar Bear | 7     |
| 17    | Megara                               | 11:11               | 1     |

La sélection se conclut sur la victoire du groupe Megara, avec leur chanson 11:11, qui sont donc sélectionnés pour représenter Saint-Marin à l'Eurovision 2024.

## À l'Eurovision
Lors du tirage au sort des demi-finales effectué le 30 janvier 2024, Saint-Marin a été réparti dans la deuxième moitié de la deuxième demi-finale qui se déroulera le 9 mai 2024 et à laquelle voteront l'Espagne, la France et l'Italie ainsi que le « reste du monde ». Lors de la deuxième demi-finale, le groupe échoue à se qualifier pour la finale, terminant quatorzième avec 16 points.